# Cynamonowiec cejloński
Cynamonowiec cejloński (Cinnamomum verum J.Presl) – gatunek drzewa należący do rodziny wawrzynowatych (Lauraceae). Pochodzi z obszarów o tropikalnym klimacie w Indiach, Sri Lance i Birmie, introdukowany został w Afryce, na wyspach Pacyfiku, Karaibach. Jest uprawiany w Azji, Afryce, Ameryce Południowej i Środkowej.

## Morfologia
PokrójDrzewo osiągające 10 m wysokości. Egzemplarze uprawne nie przekraczają trzech metrów ze względu na ciągłe przycinanie trzyletnich pędów, z których uzyskuje się przyprawę.
PieńKora cienka, papierowata, barwy jasnobrązowej.
LiścieDuże, podłużne, za młodu jaskrawoczerwone, później ciemnozielone z białymi nerwami. Mają długość do 22 cm i szerokość 5 cm, są krótsze i szersze od liści cynamonowca wonnego.
KwiatyKwiaty nieprzyjemnie pachnące, małe, żółte i niepozorne, zebrane w luźny, wiechowaty kwiatostan. Złożone są z 6 działek okwiatu, jajowatego słupka z szyjką i pręcików w czterech okółkach
OwoceSinozielone pestkowce. Młode pachną terpentyną.

## Zastosowanie

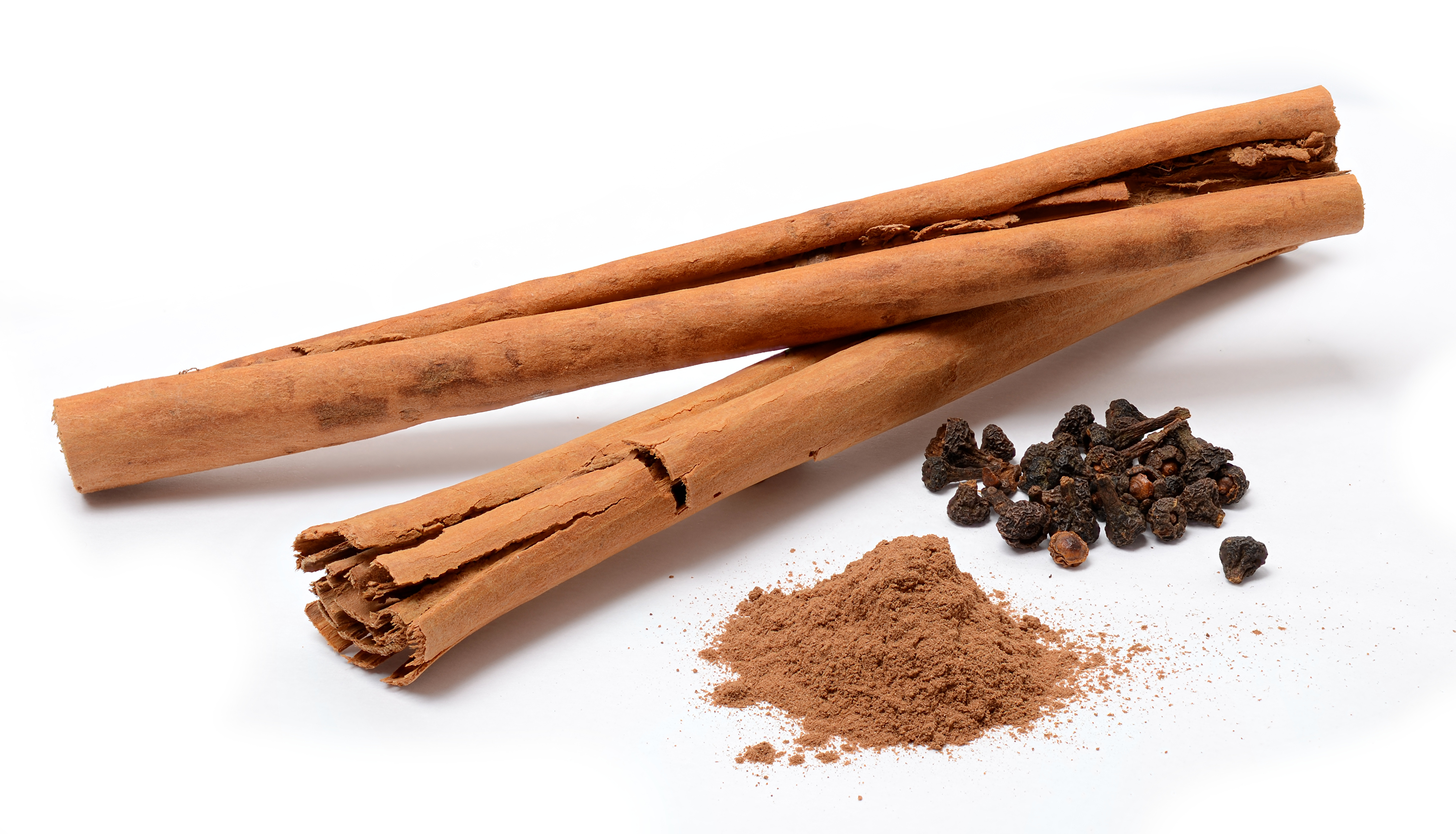
Przyprawa uzyskiwana z kory cynamonowca cejlońskiego

Roślina przyprawowa. Przyprawą jest kora, którą pozyskuje się 2-3 razy w roku podczas pory deszczowej. Ścina się pędy o długości ok. 3 m i średnicy ok. 2,5 cm. Korę ze ściętych gałązek poddaje się krótkiej fermentacji i oczyszcza z korowiny zewnętrznej oraz wewnętrznych resztek łyka. Powstałe paski kory są następnie suszone na słońcu. W czasie tego procesu przybierają charakterystyczną żółtobrązową barwę i zwijają się z obu stron paska kory (cecha charakterystyczna dla gatunku) tworząc złączone dwie rurki, nazywane w handlu laskami. Tak przygotowany surowiec nosi nazwę cynamonu.

## Obecność w kulturze
Wszyscy badacze roślin biblijnych są zgodni, że w Biblii są odniesienia do cynamonowca. W grę wchodzą dwa jego gatunki: cynamonowiec cejloński i cynamonowiec wonny. Co prawda Biblia ani razu ich nie wymienia, wiele razy jednak cytuje produkty z nich wytwarzane: cynamon i kasję. Obydwa były w czasach biblijnych sprowadzane do Ziemi Świętej. W Księdze Ezechiela (27,19) czytamy: „Dan i Jawan począwszy od Uzzal drogą wymiany za twe towary dostarczały ci wyroby żelazne, cynamon i trzcinę.” Trwało to również później. W Apokalipsie św. Jana (18,11.13) jest tekst: „A kupcy ziemi płaczą i żalą się nad nią, bo ich towaru nikt już nie kupuje: ... cynamonu i wonnej maści amomum, pachnideł, olejku, kadzidła, wina, oliwy, najczystszej mąki, pszenicy”. Cynamonu i kasji używano do wytwarzania oleju świętego oraz jako pachnidła.